# Abel Gaborit
Pour les articles homonymes, voir Gaborit.
Abel Gaborit, né le 6 avril 1934 à Antigny et mort le 21 juillet 2019, à Angers, est un prêtre catholique et un organiste français.

## Biographie
Abel Gaborit est fils et petit-fils d'organistes.
Il a été ordonné prêtre du diocèse de Luçon en 1960. Il est alors professeur de lettres et de musique au séminaire Jean XXIII des Herbiers (devenu lycée Jean XXIII en 1977).
Abel Gaborit a été nommé par Mgr Cazaux organiste titulaire de la cathédrale de Luçon le 7 décembre 1960, poste qu'il a tenu pendant quarante ans,. Il avait suivi les leçons de son prédécesseur l'abbé Bioget. Il compléta sa formation musicale pendant six ans avec Félix Moreau, organiste de la cathédrale de Nantes, et André Isoir. En tant que titulaire d'un instrument majeur — le douzième orgue sur les presque 600 construits par Aristide Cavaillé-Coll dans le monde —, il a donné des récitals dans le monde entier,,,.
Il est également nommé responsable de la musique sacrée du diocèse, au titre duquel il a créé, en 1962, le stage des jeunes organistes liturgiques de Vendée, à l'image de ceux fondés dans les diocèses de Rennes et de Nantes, également au début des années 1960,. Il procède à la bénédiction d'orgues de la région.
C'est aussi sur son initiative que l'on fonda, en 1969, l'Association des amis de l'orgue de la Vendée, dont il fut, pendant quinze ans, le secrétaire.
Depuis 2000, prêtre en paroisse à Argent-sur-Sauldre (diocèse de Bourges, Cher). Retiré à Angers depuis quelques années, il y est décédé le 21 juillet 2019 .

## Conférencier
Abel Gaborit anime de nombreuses conférences/diaporamas, principalement en Vendée,, et dans le Cher, : conférences musicales et autres :
- Jean-Sébastien Bach[19]: Magnificat, Passion selon saint Matthieu, Passion selon saint Jean, Mort et Résurrection avec J.S. Bach
- Buxtehude, soleil du nord
- Mozart et la Franc-Maçonnerie[21]
- Plein jeu (sur l'orgue de Luçon)
- Mes séjours en République démocratique allemande
- 10 jours au Far-West
- L'Indre, ma douce rivière
- Madidina, l'île aux fleurs
- Au pays des gorges rouges
- Une escale à Saint-Pétersbourg
- Les Psaumes dans la vie du chrétien[22]
- Teilhard de Chardin, un chrétien pour notre temps

## Publication
Abel Gaborit a écrit en 2011, en hommage à son père Gabriel, Une simple conversation, pièce en patois vendéen - Livre-CD, imprimerie Jauffrit, Le Poiré-sur-Vie (Vendée)  (ISBN 978-2-7466-3016-1)